# Clonaslee
Clonaslee (irisch Cluain na Slí, „Wiese an der Straße“) ist ein Dorf im County Laois im zentralen Binnenland der Republik Irland mit 608 Einwohnern.

## Lage
Clonaslee liegt etwa 25 Kilometer nordwestlich von Port Laoise in den Slieve Bloom Mountains. Durch den Ort fließt der kleine Fluss Clodiagh. Die R422 führt nach Mountmellick.

## Geschichte
Im ausgehenden 12. Jahrhundert war die Ortschaft eine anglonormannische Siedlung. Die Familie Dunne hatte hier ab dem 16. Jahrhundert mit dem Ballinakill Castle (errichtet 1680), das nur noch in Resten erhalten ist, einen ihrer Sitze. 
1814 wurde die katholische Kirche St. Manman’s Church errichtet. 1869 entstand Brittas Castle für Major-General Francis Plunkett Dunne, das 1942 mit Ausnahme des ruinösen Turms durch einen Brand zerstört wurde. 

## Söhne und Töchter
- John Joseph Conroy (1819–1895), römisch-katholischer Geistlicher, Bischof von Albany
- Micheál Mac Gréil (1931–2023), Jesuit und Soziologe